# 南帕莱索
南帕莱索是巴西南大河州的一个市镇。总面积342.448平方公里，总人口7348人，人口密度21.5人/平方公里。